# Tropocyclops chinei
Tropocyclops chinei is een eenoogkreeftjessoort uit de familie van de Cyclopidae. De wetenschappelijke naam van de soort is voor het eerst geldig gepubliceerd in 1967 door Dang.